# John Ormsby Evelyn Vandeleur
John Ormsby Evelyn „JOE“ Vandeleur DSO (* 14. November 1903 in Nowshera, heute Pakistan; † 4. August 1988 in Maidenhead, Großbritannien) war ein britischer Heeresoffizier. Er wurde vor allem durch seine Beteiligung an der Operation Market Garden im Zweiten Weltkrieg bekannt.

## Leben
Vandeleurs Familie stammte aus Kilrush, heute Republik Irland, wo sie als lokale Grundherren lebten. Er wurde in Nowshera im damaligen Indien, heute Pakistan, geboren.
Im Jahr 1924 trat er als Second Lieutenant der Irish Guards in die British Army ein und wurde 1926 Lieutenant. Er wurde 1930 zur Sudan Defence Force abgeordnet und 1931 zum Captain befördert. Zugleich kehrte er in sein Stammregiment als Adjutant des 1. Bataillon zurück. Nach einer Verwendung an der Handwaffenschule wurde er 1938 und 1939 nach Ägypten abgeordnet, um der dortigen Armee als MG-Ausbilder zu dienen. Im Jahre 1941 folgte seine Beförderung zum Major, 1943 zum Lieutenant-Colonel.
Vandeleur übernahm 1944 den Befehl über das 3. gepanzerte Bataillon der Irish Guards und eroberte mit diesem am 10. September 1944 im Handstreich die Brücke über den Maas-Schelde-Kanal im Ortsteil Barrier von Lommel in Belgien. Seine Männer benannten die Brücke nach ihrem Kommandeur Joe’s Bridge. Sie diente kurz darauf als Ausgangspunkt der Bodenoffensive im Rahmen der Operation Market Garden, bei der Vandeleurs Bataillon die Spitze von Generalleutnant Brian Horrocks’ XXX. Corps bildete. Sein Cousin, Lieutenant-Colonel Giles Vandeleur war Kommandeur des 2. gepanzerten Bataillons im gleichen Regiment.
Ende 1944 übernahm Vandeleur das Kommando der 129. Infanterie-Brigade, im Sommer 1945 das der 32. Garde-Infanterie-Brigade. Er wurde 1947 Colonel und schied 1951 als Brigadier aus dem aktiven Dienst aus.
Seine Memoiren A Soldier's Story erschienen 1967. Er war 1977 bei der Verfilmung der Ereignisse von Market Garden unter dem Titel Die Brücke von Arnheim als Berater des Regisseurs Richard Attenborough beteiligt. Er wurde von Michael Caine dargestellt.
Nach dem Tod seiner ersten Frau 1948 heiratete er 1950 wieder. Vandeleur starb 1988 im englischen Maidenhead und wurde am Soldatenfriedhof Brookwood Cemetery beigesetzt.

## Auszeichnungen
- Palästina-Medaille 1936/39
- Distinguished Service Order (zweifache Verleihung)
- Orden von Oranien-Nassau